# Randers kommun
Randers kommun (danska: Randers Kommune) är en kommun i Region Mittjylland i västra Danmark. Kommunens centralort är staden Randers. Ytan är 748,2 km² och invånarantalet 100 356 (2024).

## Administrativ historik
Randers kommun bildades genom kommunreformen 1970 då Randers stad (då 41 168 invånare) slogs samman med landskommunerna Borup (1 249), Dronningborg  (3 444), Gimming-Lem (655), Haslund-Ølst (1 593), Hornbæk-Tånum (2 052), Kristrup (6 610) och Vorup (6 134). Till detta kom delar av Kousted-Råsteds landskommun samt, på grund av reglering av vattendrag, en liten del av Hadstens kommun. Totalt hade den nya kommunen 62 905 invånare då den bildades.
Den 1 januari 2007, i samband med kommunreformen 2007, utvidgades kommunen genom en sammanslagning med Langå kommun (undantaget de tre sydligaste socknarna), Nørhalds kommun, Purhus kommun, den västra halvan av Sønderhalds kommun, samt Havndal-området i tidigare Mariagers kommun.

## Geografi
I Randers kommun finns 24 tätorter (2024):
| Tätort           | Invånare | Tätort    | Invånare | Tätort  | Invånare |
| ---------------- | -------- | --------- | -------- | ------- | -------- |
| Randers          | 64 158   | Haslund   | 792      | Hørning | 304      |
| Assentoft        | 3 831    | Asferg    | 666      | Værum   | 299      |
| Langå            | 2 902    | Gjerlev   | 655      | Ålum    | 274      |
| Stevnstrup       | 2 619    | Mejlby    | 611      | Albæk   | 266      |
| Spentrup         | 2 306    | Mellerup  | 506      |         |          |
| Harridslev       | 1 227    | Uggelhuse | 420      |         |          |
| Fårup            | 1 047    | Gassum    | 410      |         |          |
| Øster Bjerregrav | 1 029    | Hald      | 348      |         |          |
| Øster Tørslev    | 869      | Munkdrup  | 340      |         |          |
| Havndal          | 823      | Råstedl   | 315      |         |          |

## Politik
Lista över borgmästare 1970-2007:
| Period    | Namn                   | Parti             |
| --------- | ---------------------- | ----------------- |
| 1970-1974 | Svend Thingholm        | Socialdemokratiet |
| 1974-1988 | Kristen Gjøtrup        | Socialdemokratiet |
| 1988-2001 | Keld Hüttel            | Socialdemokratiet |
| 2002-2006 | Michael Aastrup Jensen | Venstre           |

Lista över borgmästare sedan 2007:
| Period    | Namn                  | Parti             |
| --------- | --------------------- | ----------------- |
| 2007-2013 | Henning Jensen Nyhuus | Socialdemokratiet |
| 2014-2017 | Claus Omann Jensen    | Venstre           |
| 2018-     | Torben Hansen         | Socialdemokratiet |